# Ягодное (Полесский район)
Ягодное — посёлок в Полесском районе Калининградской области. Входит в состав Залесовского сельского поселения.

## Географическое положение
Ягодное расположено в 30 км к юго-востоку от Полесска. Ближайшие населенные пункты: поселок Залесье к северу, поселки Высокое и Красная дубрава к востоку и поселок Дальнее к югу.

## Население
| 2002 | 2010 |
| ---- | ---- |
| 17   | ↗22  |

## История
До 1945 года Ягодное входило в состав Восточной Пруссии. До 1938 года носило название Биттенен (Bittehnen), происходящее от прусского слова "Битене", означающего "Пчеловод". В 1938 году в рамках нацистской компании по переименованию иноязычных названий населённых пунктов было переименовано в Бинендорф (Biehnendorf). Биттенен входил в состав сельского района Лабиау (Labiau) административного округа Кёнигсберг. В 1910 году в Битенене насчитывалось 404 жителя. В 1946 году, после присоединения к СССР, переименован в Ягодное.